# Axel Gueguin
Axel Gueguin, né le 24 mars 2005 à Montpellier (Hérault), est un footballeur français qui évolue au poste de d'ailier au Montpellier HSC.

## Biographie

### Carrière en club
Né à Montpellier, Axel Gueguin a effectué toute sa formation au MHSC, qu'il a rejoint dès l'âge de 7 ans, jusqu'à connaitre la réserve en National 2 en 2021-22, avant de frapper aux portes du professionnalisme pour la saison suivante.

### Carrière en sélection
Axel Gueguin est international français en équipe de jeunes. En avril 2022, il est sélectionné avec l'équipe de France des moins de 17 ans pour l'Euro 2022,. Commençant la compétition continentale comme titulaire, il est également buteur lors du match d'ouverture face à la Pologne. La France se qualifie ensuite pour la finale du tournoi aux tirs au but face au Portugal à la suite d'un score de 2-2 à la fin du temps réglementaire,.

## Palmarès
France -17 ans
- Championnat d'Europe -17 ans (1) :
  - Vainqueur en 2022.